# Abraham Leonardo Gak
Abraham Leonardo Gak (Argentina el 2 de julio de 1929 - 8 de diciembre de 2020) fue un contador público y docente destacado por su labor académica. Ha desempeñado cargos docentes y directivos en el área de la enseñanza de las Ciencias económicas.

## Actividad docente
Gak se recibió como contador público en la Facultad de Ciencias Económicas de la Universidad de Buenos Aires el 15 de septiembre de 1954. Desde 1962 tuvo diversos cargos directivos en la Facultad de Ciencias Económicas y en la Universidad de Buenos Aires. También tuvo actividad gremial como Secretario General de la Federación Argentina de Graduados en Ciencias Económicas entre 1975 y 1977, Presidente del Colegio de Graduados en Ciencias Económicas entre 1971 y 1974 e integrante de distintas comisiones de la entidad entre 1975 y 1983. Entre 1993 y 2007 fue rector de la Escuela Superior de Comercio Carlos Pellegrini y entre 1994 y 1995, Consejero Superior de la Universidad de Buenos Aires elegido por el claustro de graduados. En el 2001 fue designado profesor honorario de la Universidad de Buenos Aires y tomó a su cargo como director el llamado Plan Fénix hasta 2007.
Fue director en el área "Plan Fénix".

## Plan Fénix
El Plan Fénix es un proyecto aprobado en diciembre de 2001 por la Universidad de Buenos Aires cuyo nombre completo es “Hacia el Plan Fénix, diagnóstico y propuestas. Una estrategia de reconstrucción de la economía argentina para el crecimiento con equidad”. Este ha dado lugar a la formación de un grupo de profesionales del área de las ciencias económicas denominado Grupo Fénix que se reúne periódicamente y publica documentos de opinión sobre la materia.

## Publicaciones
Ha colaborado en publicaciones de carácter académico; entre 1971 y 1974 dirigió la Revista de Ciencias Económicas editada en forma conjunta por la Facultad de Ciencias Económicas, el Colegio de Graduados y el Centro de Estudiantes, entre 1986 y 1988 dirigió la revista OIKOS y entre 1993 y 2002 la revista ENOIKOS, las dos de la Facultad de Ciencias Económicas. Fue entre 1994 y 1998 Director de la Colección DOCUMENTOS y de la Colección VÍNCULOS, ambas de la Facultad de Ciencias Económicas, y entre 1994 y 2002 dirigió Encrucijadas, una revista de la Universidad de Buenos Aires. Entre 1996 y 2003 fue editor responsable de VOCES, revista de la Escuela Superior de Comercio Carlos Pellegrini y desde 2001 colabora en artículos sobre cuestiones económicas en medios de comunicación masiva y en revistas especializadas.